# 2008-as magyar fedett pályás atlétikai bajnokság
A 20087-as magyar fedett pályás atlétikai bajnokság a 35. bajnokság volt. A többpróba számait február 16–17-én tartották a Syma Csarnokban.

## Eredmények

### Férfiak
| Versenyszám      | Arany                                                              | Arany    | Ezüst                                                              | Ezüst    | Bronz                                                                    | Bronz    |
| ---------------- | ------------------------------------------------------------------ | -------- | ------------------------------------------------------------------ | -------- | ------------------------------------------------------------------------ | -------- |
| 60 m             | Miklós Péter Bp. Honvéd                                            | 6,77     | Horváth Kristóf TFSE                                               | 6,80     | Farkas Attila BEAC                                                       | 6,83     |
| 200 m            | Miklós Péter Bp. Honvéd                                            | 21,85    | Resán Gergely Nyíregyházi VSC-Nyírsuli                             | 21,93    | Antalóczy Csaba Ikarus BSE                                               | 21,94    |
| 400 m            | Deák Nagy Marcell Gödöllői EAC                                     | 48,04    | Takács Dávid VEDAC                                                 | 48,49    | Armuth Gábor Ikarus BSE                                                  | 48,72    |
| 800 m            | Takács Dávid VEDAC                                                 | 1:50,08  | Wagner Gábor Ikarus BSE                                            | 1:50,57  | Kazi Tamás Debreceni SC-SI                                               | 1:50,72  |
| 1500 m           | Szemeti Péter Újpesti TE                                           | 3:47,75  | Minczér Albert VEDAC                                               | 3:50,26  | Kazi Tamás Debreceni SC-SI                                               | 3:52,13  |
| 3000 m           | Minczér Albert VEDAC                                               | 8:10,94  | Szemeti Péter Újpesti TE                                           | 8:23,68  | Varga Károly Békéscsabai AC                                              | 8:24,66  |
| 4 × 400 m        | Antalóczy Csaba Armuth Gábor Benyhe Miklós Wagner Gábor Ikarus BSE | 3:17,12  | Szabó János Puskás András Skoumal Péter Kazi Tamás Debreceni SC-SI | 3:18,42  | Horváth Vincze Kolesza Gergő Csikós Gergő Deák Nagy Marcell Gödöllői EAC | 3:18,93  |
| 60 m gát         | Palágyi Gergely Bp. Honvéd                                         | 7,93     | Kovács Balázs VEDAC                                                | 8,11     | Baji Balázs Békéscsabai AC                                               | 8,14     |
| 5000 m gyaloglás | Dudás Gyula MISI SC                                                | 20:57,28 | Kapéri Levente MISI SC                                             | 20:59,60 | Novák László Bp. Honvéd                                                  | 21:08,66 |
| magasugrás       | Boros László Debreceni SC-SI                                       | 2,05 m   | Komendánt Péter VEDAC                                              | 2,05 m   | Szabó Róbert Debreceni SC-SI                                             | 2,05 m   |
| rúdugrás         | Váczi János Zalaegerszegi AC                                       | 5,20 m   | Szörényi Zoltán Gödöllői EAC                                       | 5,10 m   | Skoumal Péter Debreceni SC-SI                                            | 5,00 m   |
| távolugrás       | Ecseki Dániel Szolnoki MÁV                                         | 765 m    | Margl Tamás Tatabányai SC                                          | 7,39 m   | Skoumal Péter Debreceni SC-SI                                            | 7,08 m   |
| hármasugrás      | Tölgyesi Péter Dunakeszi VSE                                       | 15,66 m  | Ungvári Péter KSI                                                  | 15,32 m  | Mányai Dávid TFSE                                                        | 14,85 m  |
| súlylökés        | Kürthy Lajos Mohácsi TE                                            | 19,08    | Csák Dárius Pécsi VSK                                              | 16,66 m  | Gulyás Norbert Bp. Honvéd                                                | 16,44 m  |
| hétpróba         | Skoumal Péter Debreceni SC-SI                                      | 5642     | Kovács Norbert TFSE                                                | 5070     | Huszti Gábor MAFC                                                        | 3965     |

### Nők
| Versenyszám      | Arany                                                                          | Arany    | Ezüst                                 | Ezüst    | Bronz                                                                            | Bronz    |
| ---------------- | ------------------------------------------------------------------------------ | -------- | ------------------------------------- | -------- | -------------------------------------------------------------------------------- | -------- |
| 60 m             | Rózsa Zsófia BEAC                                                              | 7,56     | Komiszár Kriszta Gödöllői EAC         | 7,64     | Bartha Zsóka Bp. Honvéd                                                          | 7,67     |
| 200 m            | Listár Nikolett Alba Regia AK                                                  | 24,11    | Petráhn Barbara Szolnoki MÁV          | 24,33    | Komiszár Kriszta Gödöllői EAC                                                    | 25,23    |
| 400 m            | Listár Nikolett Alba Regia AK                                                  | 53,75    | Petráhn Barbara Szolnoki MÁV          | 54,28    | Zsigovics Natália Alba Regia AK                                                  | 56,54    |
| 800 m            | Kratochwill Zsófia Postás SE                                                   | 2:15,44  | Biacsi Bernadett Szegedi VSE          | 2:15,99  | Gyürkés Viktória Ikarus BSE                                                      | 2:16,16  |
| 1500 m           | Papp Krisztina Újpesti TE                                                      | 4:20,23  | Czebei Réka Favorit AC                | 4:26,30  | Staicu Simona MISI SC                                                            | 4:36,83  |
| 3000 m           | Papp Krisztina Újpesti TE                                                      | 9:14,72  | Teveli Petra Újpesti TE               | 9:28,53  | Czebei Réka Favorit AC                                                           | 9:40,49  |
| 4 × 400 m        | Listár Nikolett Nyusa Viktória Turcsik Katalin Zsigovics Natália Alba Regia AK | 3:49,86  | Bp. Honvéd                            | 3:50,37  | Komiszár Kriszta Pék Andrea Dajka Zita Pölöskei Zsófia Gödöllői EAC              | 3:53,92  |
| 60 m gát         | Juhász Fanni Újpesti TE                                                        | 8,51     | Demeter Klaudia Zalaegerszegi AC      | 8,76     | Pálfi Brigitta VEDAC                                                             | 8,98     |
| 3000 m gyaloglás | Füsti Edina Tatabányai SC                                                      | 13:08,80 | Kovács Andrea TFSE                    | 13:11,10 | Gerendási Eszter BEAC                                                            | 13:34,01 |
| magasugrás       | Győrffy Dóra Debreceni SC-SI                                                   | 1,89 m   | Farkas Györgyi Bp. Honvéd             | 1,81 m   | Erős Enikő Ferencvárosi TC                                                       | 1,77 m   |
| rúdugrás         | Koppány Gabriella KSI                                                          | 3,80 m   | Erős Enikő Ferencvárosi TC            | 3,60 m   | Tungli Borbála Ferencvárosi TCJády Zsófia Bp. HonvédJilly Krisztina Gödöllői EAC | 3,20 m   |
| távolugrás       | Deák Katalin Ferencvárosi TC                                                   | 6,24 m   | Végvári Dóra Gödöllői EAC             | 6,14 m   | Takács Debóra Újpesti TE                                                         | 5,79 m   |
| hármasugrás      | Babos Rita Győri Dózsa                                                         | 13,29 m  | Rácz Tünde Nyíregyházi VSC-Nyírsuli   | 12,52 m  | Éger Patrícia TFSE                                                               | 12,36 m  |
| súlylökés        | Márton Anita Békéscsabai AC                                                    | 16,31 m  | Divós Katalin Dobó SE                 | 14,22 m  | Bácskay Márta Continent Company SE                                               | 14,01 m  |
| ötpróba          | Farkas Györgyi Bp. Honvéd                                                      | 4008     | Stajerné Deák Katalin Ferencvárosi TC | 3710     | Demeter Klaudia Zalaegerszegi AC                                                 | 3466     |